# Salon de la Rose + Croix

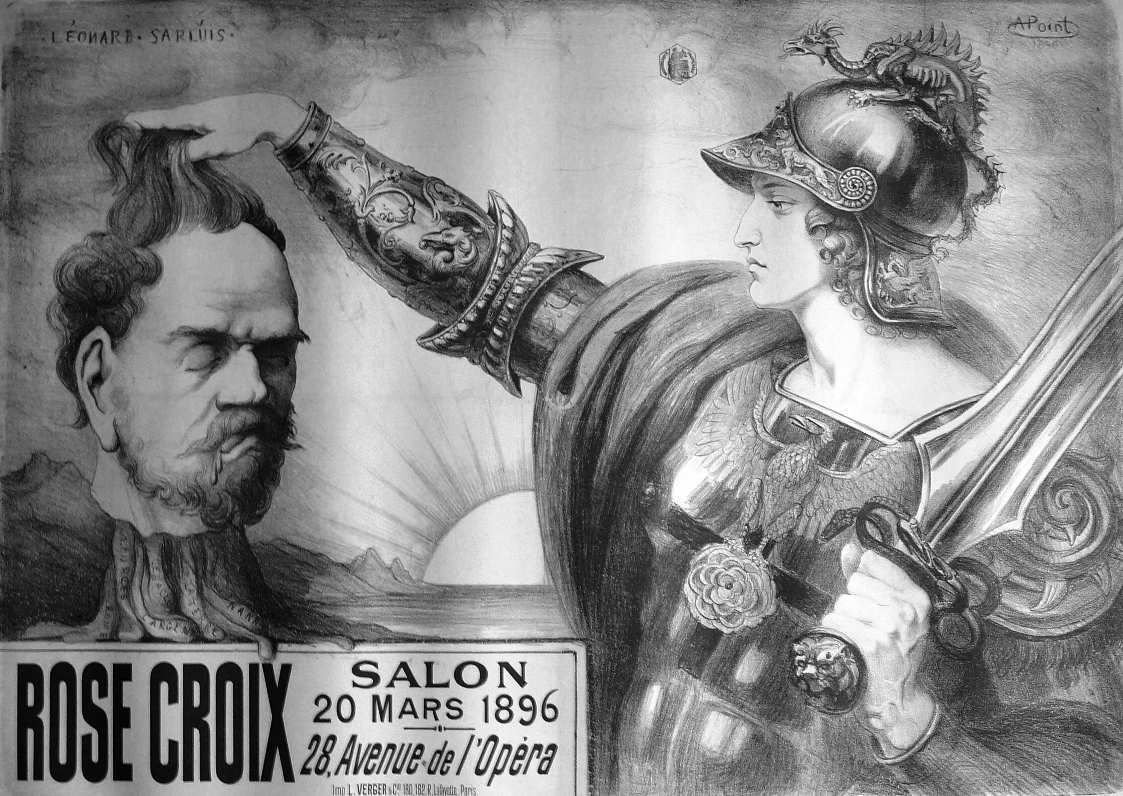
Plakát k 5. výstavě Salonu de la Rose + Croix, 1896, zobrazující Persea, držícího useknutou hlavu Émile Zoly. Navrhli Armand Point a Sarreluys.

Salon de la Rose + Croix byla série šesti uměleckých a hudebních Salonů pořádaných Joséphinem Péladanem v Paříži v 90. letech 20. století. Salon de la Rose + Croix vyrostl z Péladanova mystického řádu Rose + Croix, kultovního náboženského hnutí, které založil v Paříži. Mezi avantgardní salónní umělce patřilo mnoho významných symbolistických malířů, spisovatelů a hudebních skladatelů té doby, například Edgar Allan Poe, Charles Baudelaire či Richard Wagner.

## Historie
Francouzská kultura zažila během období fin de siècle oživení intelektuálního zájmu o římskokatolické náboženství. Zatímco někteří intelektuálové se stali protináboženskými, jiní zkoumali kultovní náboženské praktiky a organizovali se do skupin v duchu římskokatolických sekt s vírou a praktikami mimo hlavní proud ortodoxního katolicismu. Jednu z takových sekt zavedl Joséphin Péladan, který byl fascinován středověkou tajnou společností Rosekruciánů. Péladan nazval své hnutí "Mystic Order of the Rose + Croix" a sám se ustanovil veleknězem řádu. Péladanův řád byl také popsán jako okultní hnutí.
Péladan chtěl podporovat umění „zejména esoterické vůně“ v naději, že „překoná evropský materialismus“. Hlavním cílem řádu byla organizace řady uměleckých, literárních a hudebních salonů  pod názvem "Salon de la Rose + Croix". Celkem bylo šest Salonů, které se konaly v letech 1892 až 1897. Plakát k pátému salonu (1896), navržený Armandem Pointem a Sarreluysem, zobrazoval Persea držícího v ruce uťatou hlavu ne Gorgony, ale hlavu Émile Zoly. Na Salonech představilo své práce celkem 230 umělců. Péladan chtěl, aby Salon vytvořil fórum pro umělce, kteří odmítali oficiálně schválené akademické umění podporované Académie des Beaux-Arts a vlivnými impresionisty. Péladan byl plodným kritikem umění a odsuzoval hlavní scénu současného umění v Paříži. Chválil umělce, jejichž tvorba zahrnovala mystické a idealistické aspekty. Salon mu poskytl způsob, jak uplatnit svou kultovní víru v uměleckém světě, s cílem ovlivnit změnu v přístupu hlavního proudu k uměleckým tématům.

## Vliv
Salon de la Rose + Croix byl životně důležitý při propagaci děl symbolistického hnutí, přestože představil i  mnoho důležitých nesymbolistických děl. Mezi nejvlivnější díla Salonu patřily „gotické fantazie“ malíře Arnolda Böcklina, hudba Erika Satieho, malířů Fernanda Khnopffa, Ferdinanda Hodlera, Jana Tooropa, Gaetana Previatiho, Jeana Delvilla, Carlose Schwabeho a Charlese Filigera. Ne všichni symbolističtí umělci byli Péladanovým řádem a jeho salonem nadšení. Gustave Moreau a Odilon Redon odmítli Péladanovy doktríny a upřednostňovaly odlišný progresivní přístup.